# Campsicnemus chauliopodus
Campsicnemus chauliopodus är en tvåvingeart som beskrevs av Hardy och Linda M. Kohn 1964. Campsicnemus chauliopodus ingår i släktet Campsicnemus och familjen styltflugor. Inga underarter finns listade i Catalogue of Life.